# Тугела
Тугела е река разположена в провинция Квазулу-Натал, Южна Африка, тя е най-голямата река в провинцията, води своето начало от Драконовите планини и се влива в Индийския океан. Дължината на реката е 502 км, а общата площ на водосборния ѝ басейн е 29 100 км2. В националния парк Роял Натал се намира водопада Тугела, който е втори по височина в света (948 м).
| Портал | Портал „Африка“ съдържа още много статии, свързани с Африка. Можете да се включите към Уикипроект „Африка“. |